# Прапор Брянська
Прапор Брянська — один із символів муніципального утворення місто Брянськ Брянської області Російській Федерації, його офіційний і відмітний знак.
Нині чинний прапор затверджено 26 жовтня 2016 року рішенням Брянської міської Ради народних депутатів № 516 і внесений до Державного геральдичного регістра Російської Федерації з присвоєнням реєстраційного номера 10001.

## Опис
Опис прапора, затверджений 27 квітня 2016 року рішенням Брянської міської Ради народних депутатів № 400, гласило: «Прапор міста Брянська є прямокутним полотнищем із ставленням ширини до довжини 2:3, що складається з двох горизонтальних смуг: верхньої — червоного кольору (шириною 3/4 ширини полотнища) і нижньої — зеленого кольору; у центрі полотнища поверх обох смуг — мортира жовтого кольору, по сторонах від якої — дві піраміди з ядер чорного кольору».
При цьому в Додатку до рішення про затвердження прапора наводився малюнок прапора, на якому червона смуга мала пропорцію 2/3 ширини прапора.
Рішенням Брянської міської Ради народних депутатів від 26 жовтня 2016 року № 516 було затверджено скоригований опис та малюнок прапора: «Прапор міста Брянська є прямокутним полотнищем із ставленням ширини до довжини 2:3, що складається з двох горизонтальних смуг: верхньої — червоного кольору (шириною 3/4 ширини полотнища) і нижньої — зеленого кольору; в центрі по довжині полотнища поверх обох смуг — мортира жовтого кольору, по сторонах від якої поверх обох смуг — дві піраміди з ядер чорного кольору».

## Історія
Перший прапор Брянська було затверджено постановою Брянської міської Ради народних депутатів від 11 вересня 1998 року №217.
За інформацією, надісланою Геральдичною радою за Президента РФ, прапор міста Брянська був складений з відступом від ухваленого в Росії гербового принципу. Згідно з російськими традиціями прапори муніципальних утворень повинні будуватися за допомогою поширення композиції герба на все полотнище. Крім цього, прапори, побудовані за німецькою традицією (як перший прапор Брянська — тобто з гербом у щиті в центрі полотнища), окрім багатьох інших недоліків, є нефункціональними і погано розпізнавані з відстані. У зв'язку з цим голова Геральдічної ради Георгій Вілінбахов вказав на необхідність переробки прапора Брянська і побудови його за гербовим принципом.

### Опис
Опис прапора, затверджений рішенням Брянської міської Ради народних депутатів від 23 грудня 2009 року №222, гласило:
«Прапор міста Брянська є прямокутним полотнищем червоного кольору. Червоний колір полотнища прапора символізує данину предкам: хоробрість та патріотизм захисників та визволителів міста, доблесть, сміливість, мужність громадян. У центрі полотнища розташований герб міста Брянська - символ приналежності прапора місту. Ширина герба становить 1/3 частину ширини, висота 3/5 висоти від полотнища. Відношення ширини прапора до його довжини—3:5».
У першому описі прапора, затвердженому постановою Брянської міської Ради народних депутатів від 11 вересня 1998 року №217, колір полотнища був червоним.

### Символіка
Червоний колір полотнища прапора символізує данину предкам: хоробрість та патріотизм захисників та визволителів міста, доблесть, сміливість, мужність городян.
Герб міста Брянська зображується у вигляді французького щита, що представляє прямокутник з вістрям, що виступає в нижній частині і має закруглені нижні кути.
Верхня частина щита - червоне поле (символ хоробрості, мужності, безстрашності). Нижня частина щита - зелене поле (символ надії, радості, достатку), на якому розташовується золота мортира (символ багатства, справедливості, великодушності) з покладеними по обидва її сторони пірамідами бомб (ліва піраміда з шести великих бомб, права - з десяти малих бомб ліва піраміда бомб зображується трохи вище мортири, права - на рівні лафета), покритих черню (символ печалі, розсудливості, смиренності). Нижче мортири та пірамід бомб на зеленому полі золотом зображені 5 елементів, що символізують юні пагони рослин (символ відродження).
Співвідношення верхньої частини щита до нижньої - 2:1.
Допускається обрамлення герба золотою рамкою по контуру щита.